# Gelbensande
Gelbensande är en kommun och ort i Landkreis Rostock i förbundslandet Mecklenburg-Vorpommern i Tyskland.
Kommunen ingår i kommunalförbundet Amt Rostocker Heide tillsammans med kommunerna Bentwisch, Blankenhagen, Mönchhagen och Rövershagen.